# (4604) Stekarstrom
(4604) Stekarstrom es un asteroide perteneciente al cinturón de asteroides, descubierto el 18 de septiembre de 1987 por Kenzo Suzuki y el también astrónomo Takeshi Urata desde el Toyota Observatory, Japón.

## Designación y nombre
Designado provisionalmente como 1987 SK. Fue nombrado Stekarstromen honor a los astrónomos y fotógrafos estadounidenses Stephen E. y Karen M. Strom conocidos por sus investigaciones sobre la formación de estrellas y sistemas planetarios.

## Características orbitales
Stekarstrom está situado a una distancia media del Sol de 2,174 ua, pudiendo alejarse hasta 2,456 ua y acercarse hasta 1,893 ua. Su excentricidad es 0,129 y la inclinación orbital 1,409 grados. Emplea 1171 días en completar una órbita alrededor del Sol.

## Características físicas
La magnitud absoluta de Stekarstrom es 14. Está asignado al tipo espectral S según la clasificación SMASSII.